# Brøndby IF
El Brøndby IF (en danés: Brøndbyernes Idrætsforening, también conocido por su abreviatura BIF) es un club de fútbol profesional con sede en Brøndbyvester, Brøndby, en las afueras de Copenhague, Dinamarca. Fue fundado en 1964 tras una fusión entre dos clubes locales de Brøndby, ha ganado 11 títulos nacionales daneses y siete Copas nacionales danesas, desde que el club se uniera a la primera división danesa de fútbol en 1981.
Desde la fundación del FC Copenhague en 1992, los dos equipos de la capital han tenido una rivalidad feroz y disputan la New Firm, que atraen a las multitudes más grandes en el fútbol danés. De 1985 a 2021 el club ganó el campeonato 11 veces, y desde 1985 el club solo ha terminado fuera de los tres primeros puestos en cuatro ocasiones. En ese período, el Brøndby ha ganado al menos un trofeo o una medalla cada temporada excepto en 1992, 2012 y 2013.

## Historia
El club fue fundado en 1964 como un equipo de aficionados en la sexta división de las once que componen el fútbol danés, donde finalizó sus dos primeras temporadas en el cuarto lugar. Entre los jugadores de los primeros años el capitán fue Per Bjerregaard, un médico que se había trasladado desde Jutlandia a Copenhague, y que más tarde jugó un papel decisivo en el éxito del equipo. 

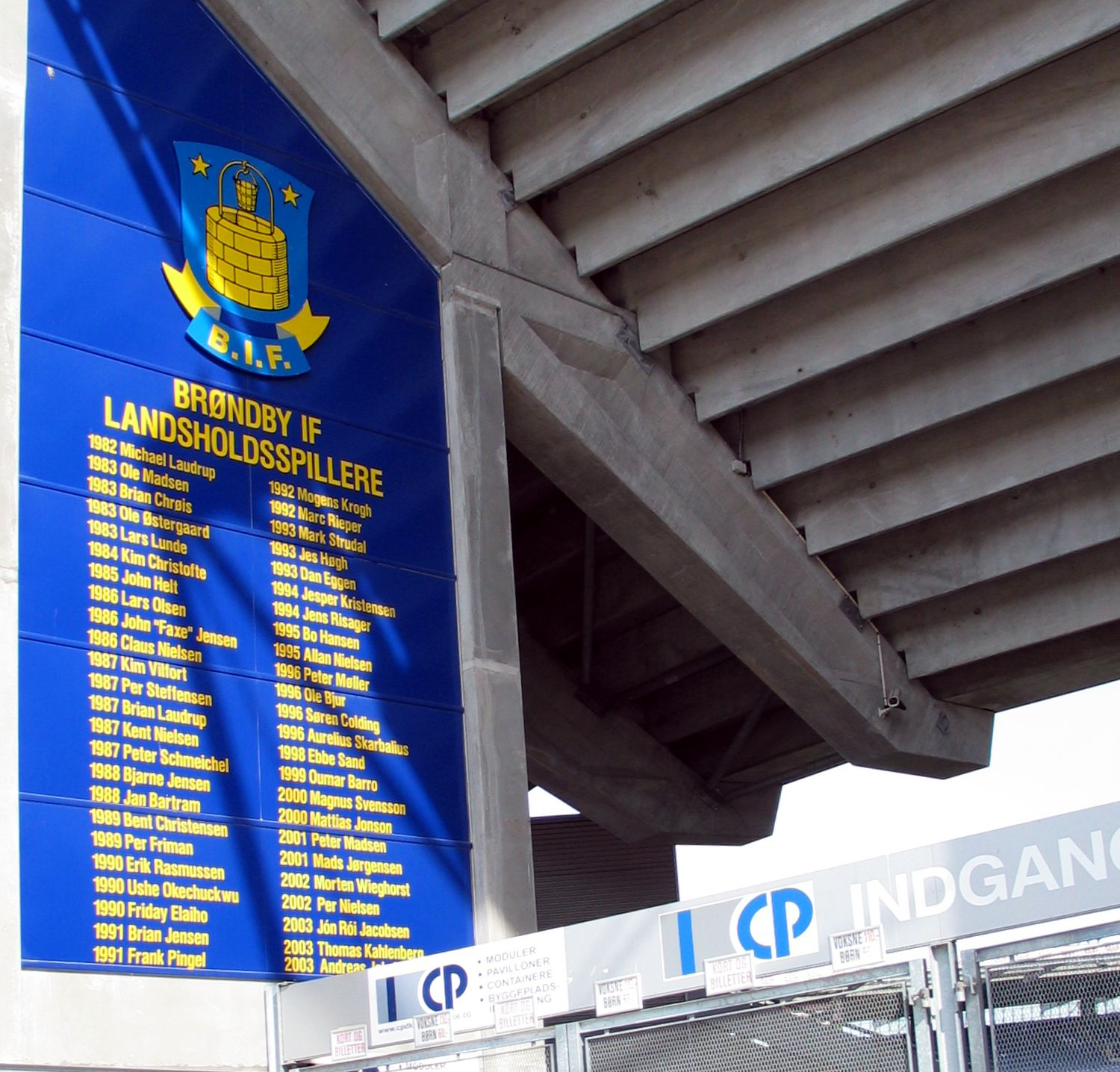
Lista de jugadores del Brøndby que han jugado en la selección nacional.

En 1967 se contrató a Leif Andersen como entrenador, cuyo énfasis en la disciplina y en la resistencia permitieron el ascenso a la Sjællandsserien (la serie Selandia). Después de algunos años sin grandes resultados, gracias al nuevo entrenador John Sinding el club ascendió a Danmarksserien (la serie Dinamarca). 
En 1973 Bjerregaard dejó su carrera a los 27 años y fue elegido presidente del equipo. Su primera acción fue contratar a los ex profesionales Finn Laudrup y Ebbe Skovdahl, que trajeron a sus dos hijos jóvenes, Brian y Michael. En virtud de su influencia el estilo de juego fue cambiando hacia una estrategia más ofensiva. 

### Fútbol profesional
En 1977 el Brøndby subió a la segunda división y fue uno de los clubes que más rápidamente se adaptó a los nuevos tiempos del fútbol en las ligas de Dinamarca en 1978. Per Bjerregaard logró convencer a Finn Laudrup para que regresara al Brøndby IF en 1981 mediante un contrato profesional y, tras una temporada en la que marcó 85 goles en 30 partidos, el Brøndby logró ascender a la parte superior de la primera división con el entrenador Tom Køhlert. Finn Laudrup terminó su carrera a los 36 años, pero en su lugar su hijo Michael Laudrup comenzaría su carrera con éxito en 1982. 
El Brøndby terminó en cuarto lugar, y Laudrup como tercer goleador con 15 tantos. En 1983 Laudrup fue vendido a la Juventus FC en el traspaso más caro hasta entonces en Dinamarca, brindando una buena base econónómica al equipo. 
Tras solo cuatro años en la primera división, el equipo ganó su primer campeonato en 1985 y jugó su primer partido europeo en el que venció al Budapest Honvéd FC 4-1 en la Copa de Europa de 1986. Ese año se continuó con la profesionalización cuando se firmaron diez contratos de tiempo completo, y el club entró la Bolsa de Copenhague en 1987. 

### Éxito europeo
Durante la segunda mitad de los años 1980 el Brøndby IF dominó la liga de su país y no finalizó por debajo del segundo lugar hasta 1992. El equipo se formó en torno a jugadores daneses y de 1987 a 1991, el premio al jugador del año de su país lo ganó algún jugador de su plantilla. La base del equipo fue la columna vertebral de la selección danesa que posteriormente ganaría la Eurocopa 1992. Como portero tuvo a Peter Schmeichel, considerado mejor portero del mundo en 1992 y mejor jugador de la liga danesa en 1990. Contó en sus filas también con Brian Laudrup, considerado mejor jugador danés durante cuatro años, y al segundo goleador de la Eurocopa de 1992, Kim Vilfort. El club se acostumbró a ganar el título nacional y dirigió su atención hacia las competiciones europeas. 

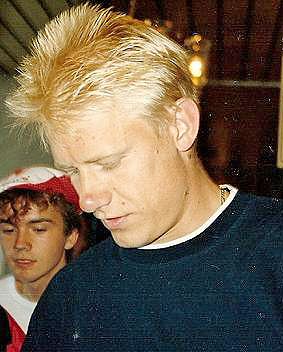
Peter Schmeichel fue jugador del Brøndby IF de 1987 a 1991.

En 1990 el Brøndby contrató al excapitán de la selección nacional Morten Olsen como entrenador, y bajo su dirección la Copa de la UEFA 1990-91 se convertiría en el punto más alto en la corta historia del club, destacando las victorias sobre el Eintracht Frankfurt, el Bayer 04 Leverkusen, y el FC Torpedo Moscú; en este torneo el club logró alcanzar las semifinales, partido en el que se enfrentó al AS Roma italiano, y en el que un gol en el minuto 88 de Rudi Völler impidió al Brøndby jugar la final. Después del escaparate de la competición europea para el pequeño club, importantes miembros del equipo, incluyendo a Lars Olsen, a Bent "Turbo" Christensen y a su estrella Peter Schmeichel abandonaron el club. 
El año 1992 fue el peor de toda la historia del club, pues la adquisición del banco Interbank fue un pésimo negocio. Se esperaba que una buena actuación en la Copa de Europa impulsara el valor de las acciones del equipo con el fin de financiar la compra, pero como el club fue eliminado por el Dinamo de Kiev en la ronda de clasificación, las acciones no alcanzaron el valor necesario para finalizar la operación. Se había previsto que diversos prestatarios de fondos (Hafnia en concreto) se hiciera cargo de la compra en caso de que el Brøndby no pudiera financiar, pero como Hafnia quebró, el Brøndby se vio obligado a comprar Interbank y era inminente el colapso financiero como club debido a las deudas acumuladas de 400 millones de coronas danesas. A largo plazo se inició plan de rescate para salvar al club, pero estos acontecimientos influyeron en el rendimiento del equipo y el campeonato, que pasó a llamarse Superliga danesa, y que el equipo no ganó de nuevo hasta 1996.

### La reconstrucción
La reconstrucción del equipo fue dirigida por el entrenador Ebbe Skovdahl, que desplegó el equipo en una formación de 4-4-2. El retorno al club después de la victoria en la Eurocopa 1992 de los veteranos John "Faxe" Jensen y Lars Olsen, el portero Mogens Krogh y el delantero Ebbe Sand puso el club de nuevo en pie. La reconstrucción culminó con las eliminatorias para la Copa de la UEFA 1995-96, donde venció al Liverpool FC, pero volvió a perder ante la AS Roma. Entre 1996 y 1998 el equipo ganó tres ligas consecutivas. 
Un factor importante para la economía del club fue que el Brøndby fue el primer equipo danés en clasificarse para el nuevo formato de la Copa de Europa, ahora llamada Liga de Campeones de la UEFA. El acceso a la fase de clasificación de la Liga de Campeones garantiza la disputa de seis partidos en una fase de grupos con tres de los Equipos más grandes de Europa, y cuando fueron emparejados con el FC Barcelona español y más tarde con el Manchester United y el Bayern de Múnich, el Brøndby se enfrentó a unos rivales que económicamente le iban a resultar muy atractivos. A pesar de ganar 2-1 sobre el Bayern en el primer partido del grupo de juego, Brøndby acabaría recibiendo 18 goles en seis partidos y fue eliminado con una única victoria a su nombre. 
Skovdahl se marchó al Aberdeen Football Club y el Brøndby comenzó a tomar un enfoque más escandinavos, en búsqueda de la estabilidad en las competiciones europeas, inspirándose en el club noruego Rosenborg BK. El club contrató al noruego Åge Hareide como administrador en 2000, que cambió el esquema del equipo por uno más atacante de 4-3-3. Hareide llegó con un puñado de jugadores la mayoría escandinavos, destacando el sueco Mattias Jonson. 
El año 2000 fue también el año en el que termina la ampliación prevista del Estadio Brøndby, pasando de 20.000 a 29.000 espectadores de capacidad, y convirtiéndose en el segundo mayor estadio de Dinamarca, únicamente por detrás del Parken del FC København. El coste de la operación fue de 250 millones de coronas danesas, que fue visto como una señal de que el club estaba fuera de su anterior crisis financiera. El proyecto de construcción se finalizó en el otoño de 2000, y el 22 de octubre, 28.416 espectadores vieron al Brøndby ganar al Akademisk Boldklub por 4-2 en el partido inaugural del reconstruido estadio.

### Michael Laudrup y otros entrenadores

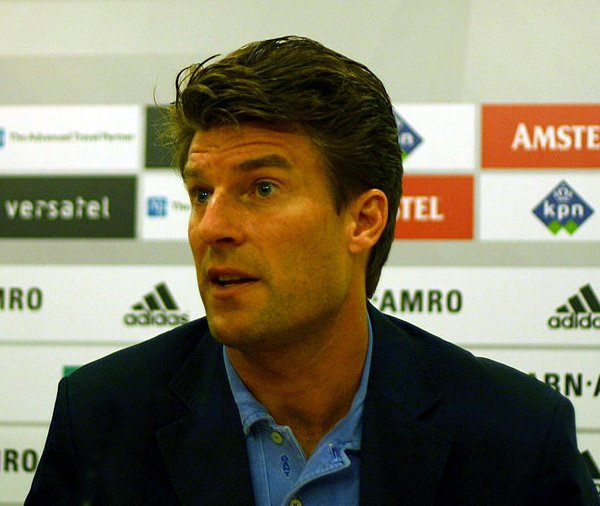
Michael Laudrup durante una rueda de prensa.

Michael Laudrup fue entrenador en la temporada 2002-2003, causando sensación en el club, ya que Laudrup volvía a su club de la infancia, con John "Faxe" su asistente. Su mayor triunfo internacional se produjo cuando eliminó al Schalke 04 en la Copa de la UEFA 2003-04. El Brøndby de Laudrup pasó entonces a enfrentarse al club español FC Barcelona, que finalmente les eliminó de la competición. En las competiciones nacionales, logró ganar el doblete (liga y copa) en la temporada 2004-05. En mayo de 2006, Laudrup anunció que, junto con John "Faxe", no aceptó el contrato de un año de extensión que le ofrecía el club, por lo que abandonaron el club en junio de ese año.
Fueron sustituidos por el entrenador neerlandés René Meulensteen, que dimitió después de seis meses, dejando al Brøndby en un 7.º lugar a mitad de la temporada 2006-07. Tom Køhlert tomó las riendas de gestión, una vez más, esta vez como una solución permanente con un contrato de dos años y medio de duración.
El 31 de agosto de 2007, Per Bjerregaard anunció que renunció a su puesto de director, y en su lugar tomó el cargo de presidente de la junta del Brøndby. Poco después de su dimisión, Peter Schmeichel anunció que estaba dispuesto a comprar el Brøndby y a convertirse en el director del mismo. El anuncio entusiasmó a la afición del equipo, que le puso el apodo de "El Salvador del Brøndby." Sin embargo, cuando el club rechazó su oferta, llevó a que los hinchas enfurecieran.
En la temporada 2007-2008, nuevamente estuvieron en el fracaso de la liga, al quedar en el 8° lugar con 43 puntos, el entrenador Tom Køhlert estaba en prueba.
En la temporada 2008-2009 tuvieron una campaña aceptable al terminar en 3° lugar con 68 puntos, solo detrás del Odense BK y FC København pero debido al término del contrato de Tom Køhlert, tuvo que salir del equipo y dejar las riendas a Kent Nielsen .
Para la temporada 2009-2010 había grandes expectativas sobre la pelea por el campeonato con Nielsen, pero se conformaron con el 3° lugar y estar a 17 puntos del campeón, FC København.
Para la temporada 2010-11 llegaba el entrenador Henrik Jansen, y en su debut, obtuvo de nuevo el 3° lugar, algo que ya no sorprendía, mientras el dominio del FC København en la liga era abrumador, dejando a este equipo por 30 puntos.
En la temporada 2011-12 se sufrió una de las peores temporadas, donde en la primera mitad de la temporada cayeron al último lugar, por lo que Jansen fue despedido y sustituido por el exjugador Aurelijus Skarbalius quien los llevó al 9° lugar de la liga.
En la temporada 2012-13 Skarbalius parecía ser el salvador, pero nuevamente cayeron al 9° puesto de la tabla, a 5 puntos del descenso.
En junio de 2013, no había esperanzas de una buena temporada, por lo que llegó Thomas Frank a dirigir al equipo. Con un inicio muy incierto en el mercado de invierno, hubo buenas contrataciones como Alexander Szymanowski , José Ariel Núñez, entre otros, y al final terminaron en 4° con 52 puntos, detrás de FC Midtjylland (55 Puntos), FC Kobenhavn (56 puntos) y Aalborg BK (62 puntos); lo que le dio un boleto para la clasificación a la UEFA Europa League 2014-15, de la cual fueron eliminados en un global de 5-0 ante el equipo belga Club Brugge. En ese mismo año, en la Superliga de Dinamarca 2014-15, Brøndby IF finalizó 3°, a sólo 6 puntos del campeón FC Midtjylland, con Teemu Pukki como principal figura y goleador del equipo y el veterano Thomas Kahlenberg como capitán.
En la siguiente temporada, Thomas Frank renunció en medio del torneo y fue reemplazado por Skarbalius, quien asumió como DT interino hasta el fin de temporada, llevando al equipo hasta el 4° puesto. En la UEFA Europa League 2015-16, alcanzó las rondas de play-off, donde fue eliminado por el PAOK. 
El 1 de julio de 2016, asumió Alexander Zorniger como nuevo entrenador y con los goles de Teemu Pukki y Kamil Wilczek, llevó al equipo al 2° puesto en la tabla final, aunque aún lejos del campeón FC Copenhagen. En la UEFA Europa League llegó nuevamente a las rondas de play-off, pero fue eliminado por el Panathinaikos. En la Copa de Dinamarca, el equipo alcanzó la final pero fue derrotado 1-3 por FC Copenhagen. A fin de temporada, el capitán Thomas Kahlenberg anunció su retiro del fútbol. 
Brøndby IF comenzó muy bien la Superliga de Dinamarca 2017-18, compartiendo la cima de la tabla con FC Midtjylland (ambos con 60 puntos) tras la temporada regular, pero en la fase de campeonato fue superado y terminó 2°, a 4 puntos del campeón Midtjylland. Una vez más, Teemu Pukki y Kamil Wilczek fueron las figuras del equipo. Aunque tampoco tuvo buenos resultados en el ámbito europeo (fue eliminado en 3ª ronda de la UEFA Europa League), el equipo alcanzó la gloria en la Copa de Dinamarca, tras derrotar 3-1 a Silkeborg IF en la final, con goles de Kamil Wilczek y Benedikt Röcker. En la siguiente temporada, en febrero el club echó a Zorniger tras los malos resultados y problemas con los directivos. Martin Retov, asistente y futbolista retirado que jugó en el club desde 2002 hasta 2008, asumió como DT interino hasta el final de temporada, llevando al equipo hasta el 4° puesto. Ya sin Pukki en el equipo (quien se fue al Norwich City), Wilczek aportó la cuota goleadora en la temporada. En la Copa de Dinamarca, el equipo alcanzó la final pero fue derrotado por FC Midtjylland en los penales. En terreno europeo, llegó a las rondas de play-off, pero fue eliminado por el Genk.
En junio de 2019, asumió Niels Frederiksen como nuevo entrenador. Pese a ser eliminado en cuartos de final de la Copa de Dinamarca y en 3ª ronda de la UEFA Europa League, el equipo alcanzó el 4° puesto en la Superliga danesa. De forma sorprendente, en la siguiente temporada el equipo de Frederiksen se consagró campeón de Dinamarca, obteniendo su 11° título tras 16 años de espera.

## Estadio

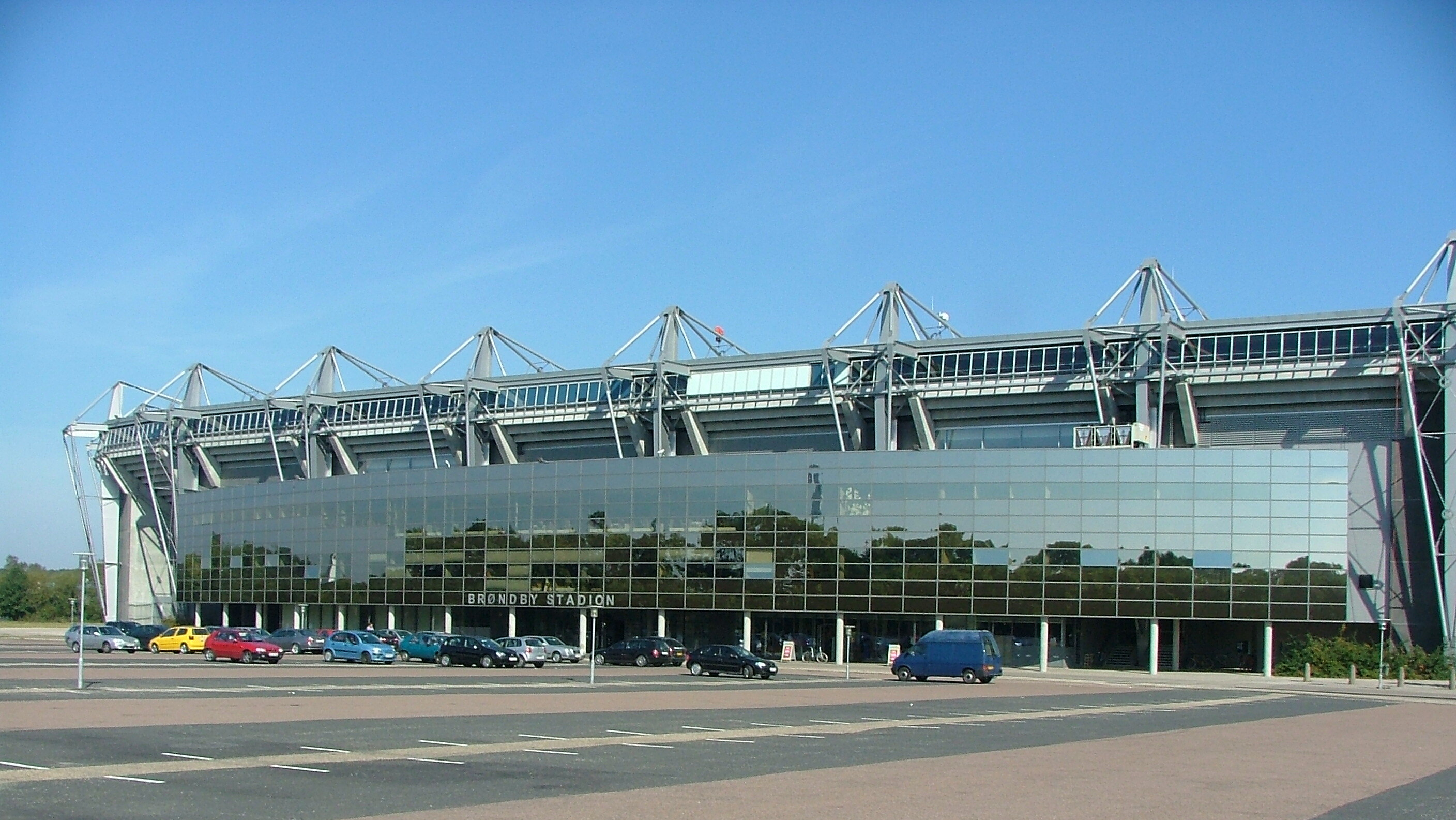
Exterior del estadio Brøndby.

El Brøndby siempre ha jugado sus partidos en el estadio Brøndby. Una de las condiciones de la fusión de Brøndbyvester IF y Brøndbyøster SI era una promesa del alcalde municipal para construir un estadio, y en 1965 ya estaba listo para que el club jugara. Durante los primeros años en las categorías inferiores de Dinamarca, el estadio fue poco más que un campo de hierba con una pista de atletismo rodeando el terreno de juego. No fue hasta 1978 cuando se construyó la tribuna principal con capacidad para 1.200 espectadores sentados. Como recién ascendido a la máxima categoría de la liga danesa en 1982, se construyeron terrazas frente a la tribuna principal, lo que permitió albergar a 5.000 personas más. Tras los primeros años de éxito en la primera división, la pista de atletismo fue desmantelada y entre 1989 y 1990 se instalaron otros 2.000 puestos adicionales. 
Durante la Copa de la UEFA 1990-91 la capacidad máxima de 10 000 espectadores fue rápidamente superada. Como el estadio Idrætsparken estaba en reparaciones, el club obtuvo una dispensa para utilizar andamios, los cuales incrementaron la capacidad a 18.000 espectadores en el partido semifinal del torneo, contra el AS Roma, que terminó 0-0 (el partido de ida, sin embargo, terminó 2-1 a favor de los italianos). 

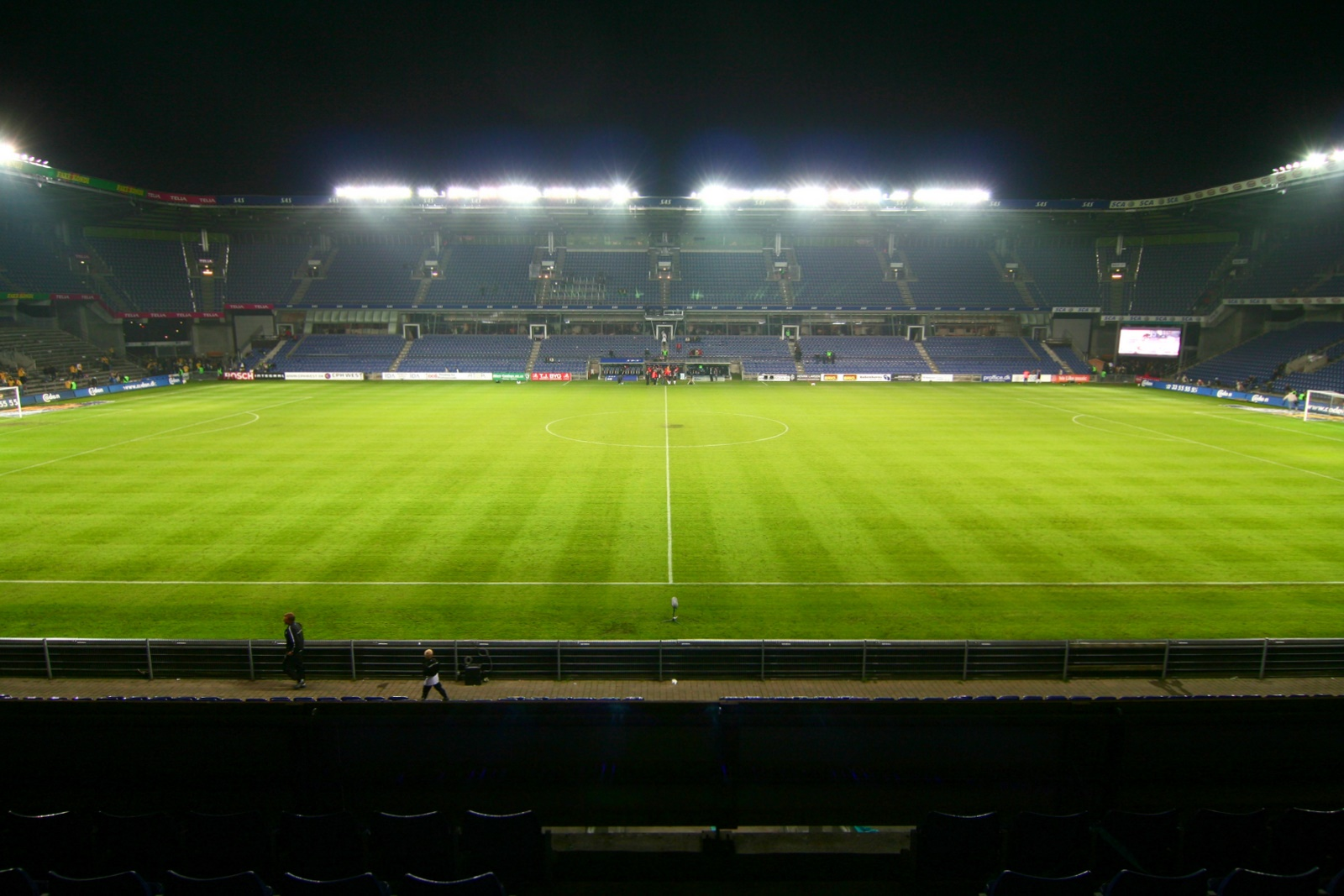
Interior del estadio del Brøndby IF.

Después de la aventura europea, el club completó la ampliación del estadio en 1992, lo que le permite albergar un total de 22.000 espectadores. 
En mayo de 1998 el club compró el estadio por 23,5 millones de coronas danesas y de inmediato pasó a modernizarlo. Cuando el club se clasificó para la Liga de Campeones de la UEFA 1998-99, el estadio seguía en construcción y los juegos se trasladaron al Parken Stadion del FC København. 
En 2000 todo se normalizó y se construyó a la misma altura, lo que permite una capacidad de 29.000 espectadores en los partidos de competiciones nacionales, y de 22.000 en los partidos europeos. Desde entonces, el estadio ha albergado cifras dispares de espectadores, llegando en febrero de 2004 a 26.031 espectadores en un partido contra el equipo español FC Barcelona.

## Organización
El Brøndby IF fue fundado el 3 de diciembre de 1964 como una fusión entre dos clubes pequeños, Brøndbyvester SI, que existía desde 1909, y Brøndbyøster IF, fundado en 1928. Se convirtió en una gran asociación deportiva, que incluye las sucursales en el fútbol, balonmano, gimnasia y bádminton, entre otros. En 1971 los distintos deportes de la entidad fueron separados, convirtiéndose el alcalde de la localidad Kjeld Rasmussen en el primer presidente de la división de fútbol, que conserva el nombre.

## Jugadores

### Jugador del año
Desde el año 1980 el club nombra anualmente a su jugador del año. Los jugadores que están en activo aparecen en negrita:
| - 1980 Brian Chrøis - 1981 Ole Østergaard - 1982 Michael Laudrup - 1983 John Widell - 1984 Bjarne Jensen - 1985 Claus Nielsen - 1986 Ole Madsen - 1987 Lars Olsen - 1988 Bjarne Jensen (2) - 1989 Henrik Jensen | - 1990 Peter Schmeichel - 1991 Kim Vilfort - 1992 Uche Okechukwu - 1993 Jes Høgh - 1994 Ole Bjur - 1995 Allan Nielsen - 1996 Søren Colding - 1997 Ebbe Sand - 1998 Kim Daugaard - 1999 Mogens Krogh | - 2000 Dan Anton Johansen - 2001 Krister Nordin - 2002 Aurelijus Skarbalius - 2003 Per Nielsen - 2004 Martin Retov - 2005 Johan Elmander - 2006 Per Nielsen (2) - 2007 Mark Howard - 2008 Thomas Rasmussen - 2009 Stephan Andersen |

## Entrenadores
- Egon Knudsen (1964–1967)
- Leif Andersen (1967–1969)
- Ib Jensen (1969–1970)
- John Sinding (1970–1972)
- Finn Laudrup (1973)
- Mogens Johansen (1973)
- Kaj Møller (1974)
- John Sinding (1975)
- Jørgen Hvidemose (1975–1980)
- Tom Køhlert (1981–1985)
- Ebbe Skovdahl (1986–1987)
- Birger Peitersen (1987–1988)
- Ebbe Skovdahl (1988–1989)
- Morten Olsen (1990–1992)
- Ebbe Skovdahl (1992–1999)
- Tom Køhlert (1999)
- Åge Hareide (2000–2002)
- Tom Køhlert (2002)
- Michael Laudrup (2002–2006)
- René Meulensteen (2006–2007)
- Tom Køhlert (2007–2008)
- Kent Nielsen (2009–2010)
- Henrik Jensen (2010–2011)
- Aurelijus Skarbalius (2011–2013)
- Thomas Frank (2013–2016)
- Aurelijus Skarbalius (2016)
- Alexander Zorniger (2016–2019)
- Martin Retov (2019)
- Niels Frederiksen (2019–2022)
- Jesper Sørensen (2023–2024)
- Frederik Birk (2024–presente)

## Palmarés

### Torneos nacionales (24)
- Superliga de Dinamarca (11): 1985, 1987, 1988, 1990, 1991, 1996, 1997, 1998, 2002, 2005, 2021.
- Copa de Dinamarca (7): 1989, 1994, 1998, 2003, 2005, 2008, 2018.
- Copa de la Liga (2): 2005, 2006.
- Supercopa de Dinamarca (4): 1994, 1996, 1997, 2002.

### Torneos internacionales
- Royal League de Escandinavia: 2007

### Torneos amistosos
- Copa del Rey (Ginebra, Suiza): 1992[2]
- Torneo de año nuevo (Zúrich, Suiza): 1993[3]
- Copa La Manga: 2000
- Torneo Internacional de Fútbol de Maspalomas: 2006
- Carlsberg cup Hong Kong 1987
- Torneo Internacional de San Sebastián 1993

## Participación en competiciones europeas
| Temporada | Competición       | Ronda            | Club                   | Cómputo global | Ida     | Vuelta     |
| --------- | ----------------- | ---------------- | ---------------------- | -------------- | ------- | ---------- |
| 1986/87   | Copa de Europa    | 1R               | Budapest Honvéd        | 6-3            | 4-1 (C) | 2-2 (F)    |
| 1986/87   | Copa de Europa    | 1/8              | BFC Dynamo Berlin      | 3-2            | 2-1 (C) | 1-1 (F)    |
| 1986/87   | Copa de Europa    | 1/4              | FC Porto               | 1-2            | 0-1 (F) | 1-1 (C)    |
| 1987/88   | UEFA Cup          | 1R               | IFK Göteborg           | 2-1            | 2-1 (C) | 0-0 (F)    |
| 1987/88   | UEFA Cup          | 2R               | Sportul Studențesc     | 3-3 (0-3 ns)   | 3-0 (C) | 0-3 nv (F) |
| 1988/89   | Copa de Europa    | 1R               | Club Brugge            | 2-2 u          | 0-1 (F) | 2-1 (C)    |
| 1989/90   | Copa de Europa    | 1R               | Olympique Marseille    | 1-4            | 0-3 (F) | 1-1 (C)    |
| 1990/91   | UEFA Cup          | 1R               | Eintracht Frankfurt    | 6-4            | 5-0 (C) | 1-4 (F)    |
| 1990/91   | UEFA Cup          | 2R               | Ferencvárosi TC        | 4-0            | 3-0 (C) | 1-0 (F)    |
| 1990/91   | UEFA Cup          | 3R               | Bayer 04 Leverkusen    | 3-0            | 3-0 (C) | 0-0 (F)    |
| 1990/91   | UEFA Cup          | 1/4              | Torpedo Moscú          | 1-1 (4-2 ns)   | 1-0 (C) | 0-1 nv (F) |
| 1990/91   | UEFA Cup          | 1/2              | AS Roma                | 1-2            | 0-0 (C) | 1-2 (F)    |
| 1991/92   | Copa de Europa    | 1R               | Zagłębie Lubin         | 4-2            | 3-0 (C) | 1-2 (F)    |
| 1991/92   | Copa de Europa    | 2R               | FC Dynamo Kiev         | 1-2            | 1-1 (F) | 0-1 (C)    |
| 1993/94   | UEFA Cup          | 1R               | Dundee United FC       | 3-3 u          | 2-0 (C) | 1-3 nv (F) |
| 1993/94   | UEFA Cup          | 2R               | Kuusysi Lahti          | 7-2            | 4-1 (F) | 3-1 (C)    |
| 1993/94   | UEFA Cup          | 1/8              | Borussia Dortmund      | 1-2            | 1-1 (C) | 0-1 (F)    |
| 1994/95   | Recopa de Europa  | 1R               | SK Tirana              | 4-0            | 3-0 (C) | 1-0 (F)    |
| 1994/95   | Recopa de Europa  | 1/8              | Arsenal FC             | 3-4            | 1-2 (C) | 2-2 (F)    |
| 1995/96   | UEFA Cup          | Clasificatoria   | FBK Kaunas             | 6-0            | 3-0 (C) | 3-0 (F)    |
| 1995/96   | UEFA Cup          | 1R               | Lillestrøm SK          | 3-0            | 3-0 (C) | 0-0 (F)    |
| 1995/96   | UEFA Cup          | 2R               | Liverpool FC           | 1-0            | 0-0 (C) | 1-0 (F)    |
| 1995/96   | UEFA Cup          | 1/8              | AS Roma                | 3-4            | 2-1 (C) | 1-3 (F)    |
| 1996/97   | Champions League  | Clasificatoria   | Widzew Łódź            | 4-4 u          | 1-2 (F) | 3-2 (C)    |
| 1996/97   | UEFA Cup          | 1R               | FC Aarau               | 7-0            | 5-0 (C) | 2-0 (F)    |
| 1996/97   | UEFA Cup          | 2R               | Aberdeen FC            | 2-0            | 2-0 (F) | 0-0 (C)    |
| 1996/97   | UEFA Cup          | 1/8              | Karlsruher SC          | 6-3            | 1-3 (C) | 5-0 (F)    |
| 1996/97   | UEFA Cup          | 1/4              | CD Tenerife            | 1-2            | 1-0 (F) | 0-2 nv (C) |
| 1997/98   | Champions League  | Clasificatoria 2 | FC Dynamo Kiev         | 3-4            | 2-4 (C) | 1-0 (F)    |
| 1997/98   | UEFA Cup          | 1R               | Olympique Lyonnais     | 3-7            | 1-4 (F) | 2-3 (C)    |
| 1998/99   | Champions League  | Clasificatoria 2 | 1. FC Košice           | 2-1            | 2-0 (F) | 0-1 (C)    |
| 1998/99   | Champions League  | Grupo D          | FC Bayern München      | 2-3            | 2-1 (C) | 0-2 (F)    |
| 1998/99   | Champions League  | Grupo D          | FC Barcelona           | 0-4            | 0-2 (F) | 0-2 (C)    |
| 1998/99   | Champions League  | Grupo D          | Manchester United FC   | 2-11           | 2-6 (C) | 0-5 (F)    |
| 1999/00   | Champions League  | Clasificatoria 2 | FK Sloga Jugomagnat    | 2-0            | 1-0 (F) | 1-0 (C)    |
| 1999/00   | Champions League  | Clasificatoria 3 | Boavista FC            | 3-6            | 1-2 (C) | 2-4 nv (F) |
| 1999/00   | UEFA Cup          | 1R               | Amica Wronki           | 4-5            | 0-2 (F) | 4-3 (C)    |
| 2000/01   | Champions League  | Clasificatoria 2 | KR Reykjavík           | 3-1            | 3-1 (C) | 0-0 (F)    |
| 2000/01   | Champions League  | Clasificatoria 3 | Hamburger SV           | 0-2            | 0-2 (C) | 0-0 (F)    |
| 2000/01   | UEFA Cup          | 1R               | NK Osijek              | 1-2            | 1-2 (C) | 0-0 (F)    |
| 2001/02   | UEFA Cup          | Clasificatoria   | Shelbourne FC          | 5-0            | 2-0 (C) | 3-0 (F)    |
| 2001/02   | UEFA Cup          | 1R               | Olimpija Ljubljana     | 4-2            | 4-2 (F) | 0-0 (C)    |
| 2001/02   | UEFA Cup          | 2R               | NK Varteks Varaždin    | 6-3            | 1-3 (F) | 5-0 (C)    |
| 2001/02   | UEFA Cup          | 3R               | AC Parma               | 1-4            | 1-1 (F) | 0-3 (C)    |
| 2002/03   | Champions League  | Clasificatoria 2 | Dinamo Tirana          | 5-0            | 1-0 (C) | 4-0 (F)    |
| 2002/03   | Champions League  | Clasificatoria 3 | Rosenborg BK           | 2-4            | 0-1 (F) | 2-3 (C)    |
| 2002/03   | UEFA Cup          | 1R               | Levski Sofia           | 2-5            | 1-4 (F) | 1-1 (C)    |
| 2003/04   | UEFA Cup          | Clasificatoria   | FC Dinamo Minsk        | 5-0            | 3-0 (C) | 2-0 (F)    |
| 2003/04   | UEFA Cup          | 1R               | FK Viktoria Zizkov     | 2-0            | 1-0 (C) | 1-0 (F)    |
| 2003/04   | UEFA Cup          | 2R               | FC Schalke 04          | 3-3 (3-1 ns)   | 1-2 (F) | 2-1 nv (C) |
| 2003/04   | UEFA Cup          | 3R               | FC Barcelona           | 1-3            | 0-1 (C) | 1-2 (F)    |
| 2004/05   | UEFA Cup          | Clasificatoria 2 | FK Ventspils           | 1-1 u          | 0-0 (F) | 1-1 (C)    |
| 2005/06   | Champions League  | Clasificatoria 2 | FC Dinamo Tbilisi      | 5-1            | 2-0 (F) | 3-1 (C)    |
| 2005/06   | Champions League  | Clasificatoria 3 | AFC Ajax               | 3-5            | 2-2 (C) | 1-3 (F)    |
| 2005/06   | UEFA Cup          | 1R               | FC Zürich              | 3-2            | 2-0 (C) | 1-2 (F)    |
| 2005/06   | UEFA Cup          | Grupo B          | Maccabi Petah Tikwa    | 2-0            | 2-0 (C) |            |
| 2005/06   | UEFA Cup          | Grupo B          | Lokomotiv Moscú        | 2-4            | 2-4 (F) |            |
| 2005/06   | UEFA Cup          | Grupo B          | RCD Espanyol           | 1-1            | 1-1 (C) |            |
| 2005/06   | UEFA Cup          | Grupo B          | US Palermo             | 0-3            | 0-3 (F) |            |
| 2006/07   | UEFA Cup          | Clasificatoria 1 | Valur Reykjavík        | 3-1            | 3-1 (C) | 0-0 (F)    |
| 2006/07   | UEFA Cup          | Clasificatoria 2 | FC Flora Tallinn       | 4-0            | 0-0 (F) | 4-0 (C)    |
| 2006/07   | UEFA Cup          | 1R               | Eintracht Frankfurt    | 2-6            | 0-4 (F) | 2-2 (C)    |
| 2008/09   | UEFA Cup          | Clasificatoria 1 | B36 Tórshavn           | 3-0            | 1-0 (C) | 2-0 (F)    |
| 2008/09   | UEFA Cup          | Clasificatoria 2 | FC Haka Valkeakoski    | 6-0            | 4-0 (F) | 2-0 (C)    |
| 2008/09   | UEFA Cup          | 1R               | Rosenborg BK           | 3-5            | 1-2 (C) | 2-3 (F)    |
| 2009/10   | Europa League     | Clasificatoria 2 | FC Flora Tallinn       | 4-2            | 0-1 (C) | 4-1 (F)    |
| 2009/10   | Europa League     | Clasificatoria 3 | Legia Varsovia         | 3-3 u          | 1-1 (C) | 2-2 (F)    |
| 2009/10   | Europa League     | Play-off         | Hertha BSC             | 3-4            | 2-1 (C) | 1-3 (F)    |
| 2010/11   | Europa League     | Clasificatoria 2 | FC Vaduz               | 3-0            | 3-0 (C) | 0-0 (F)    |
| 2010/11   | Europa League     | Clasificatoria 3 | FK Budućnost Podgorica | 3-1            | 2-1 (F) | 1-0 (C)    |
| 2010/11   | Europa League     | Play-off         | Sporting Portugal      | 2-3            | 2-0 (F) | 0-3 (C)    |
| 2011/12   | Europa League     | Clasificatoria 3 | SV Ried                | 4-4 (u)        | 0-2 (F) | 4-2 (C)    |
| 2014/15   | Europa League     | Clasificatoria 3 | Club Brugge            | 0-5            | 0-3 (F) | 0-2 (C)    |
| 2015/16   | Europa League     | Clasificatoria 1 | AC Juvenes/Dogana      | 11-0           | 9-0 (C) | 2-0 (F)    |
| 2015/16   | Europa League     | Clasificatoria 2 | Beroe Stara Zagora     | 1-0            | 1-0 (F) | 0-0 (C)    |
| 2015/16   | Europa League     | Clasificatoria 3 | Omonia Nicosia         | 2-2 u          | 0-0 (C) | 2-2 (F)    |
| 2015/16   | Europa League     | Play-off         | PAOK Salonica          | 1-6            | 0-5 (F) | 1-1 (C)    |
| 2016/17   | Europa League     | Clasificatoria 1 | Valur Reykjavík        | 10-1           | 4-1 (F) | 6-0 (C)    |
| 2016/17   | Europa League     | Clasificatoria 2 | Hibernian              | 1-1 (5-3 ns)   | 1-0 (F) | 0-1 nv (C) |
| 2016/17   | Europa League     | Clasificatoria 3 | Hertha BSC             | 3-2            | 0-1 (F) | 3-1 (C)    |
| 2016/17   | Europa League     | Play-off         | Panathinaikos FC       | 1-4            | 0-3 (F) | 1-1 (C)    |
| 2017/18   | Europa League     | Clasificatoria 2 | VPS Vaasa              | 3-2            | 2-0 (C) | 1-2 (F)    |
| 2017/18   | Europa League     | Clasificatoria 3 | HNK Hajduk Split       | 0-2            | 0-0 (C) | 0-2 (F)    |
| 2018/19   | Europa League     | Clasificatoria 3 | FK Spartak Subotica    | 4-1            | 2-0 (F) | 2-1 (C)    |
| 2018/19   | Europa League     | Play-off         | KRC Genk               | 4-9            | 2-5 (F) | 2-4 (C)    |
| 2019/20   | Europa League     | Clasificatoria 1 | FC Inter Turku         | 4-3            | 4-1 (C) | 0-2 (F)    |
| 2019/20   | Europa League     | Clasificatoria 2 | Lechia Gdansk          | 5-3            | 1-2 (F) | 4-1 nv (C) |
| 2019/20   | Europa League     | Clasificatoria 3 | SC Braga               | 3-7            | 2-4 (C) | 1-3 (F)    |
| 2021/22   | Champions League  | Play-off         | Red Bull Salzburg      | 2-4            | 1-2 (F) | 1-2 (C)    |
| 2021/22   | Europa League     | Grupo A          | Olympique Lyonnais     | 1-6            | 0-3 (F) | 1-3 (C)    |
| 2021/22   | Europa League     | Grupo A          | Rangers FC             | 1-3            | 0-2 (F) | 1-1 (C)    |
| 2021/22   | Europa League     | Grupo A          | Sparta Praga           | 0-2            | 0-0 (C) | 0-2 (F)    |
| 2022/23   | Conference League | Clasificatoria 2 | Pogoń Szczecin         | 5-1            | 1-1 (F) | 4-0 (C)    |
| 2022/23   | Conference League | Clasificatoria 3 | FC Basel               | 2-2 (1-3 ns)   | 1-0 (C) | 1-2 nv (F) |
| 2024/25   | Conference League | Clasificatoria 2 | KF Llapi               | 8-2            | 6-0 (C) | 2-2 (F)    |
| 2024/25   | Conference League | Clasificatoria 3 | Legia Varsovia         | 3-4            | 2-3 (C) | 1-1 (F)    |